# Stimmhafter palataler Implosiv
Der stimmhafte palatale Implosiv ist ein stimmhafter, durch Kontakt von Zunge und Gaumen (palatal) gebildeter Verschlusslaut, der mit nach innen gerichtetem Luftstrom (implosiv) gesprochen wird. Sein Zeichen in der IPA-Lautschrift ist [ʄ], ein j ohne Punkt und mit dem Implosive kennzeichnenden Haken. Das Zeichen ist zu unterscheiden vom sehr ähnlichen ƒ (Unicode U+0192).
| Nichtpulmonale Konsonanten | Nichtpulmonale Konsonanten | bilabial | labio- dental | dental | alveolar | alveolar-lateral | alveolo- palatal | post- alveolar | retroflex | palatal | velar | uvular |
| -------------------------- | -------------------------- | -------- | ------------- | ------ | -------- | ---------------- | ---------------- | -------------- | --------- | ------- | ----- | ------ |
| Klicks                     | Klicks                     | ʘ        |               | ǀ      | ǃ        | ǁ                | ǂ                |                | 𝼊         |         |       |        |
| Implosive                  | Implosive                  | ɓ        |               |        | ɗ        |                  |                  |                | ᶑ         | ʄ       | ɠ     | ʛ      |
| Ejektive                   | Ejektive Plosive           | pʼ       |               | t̪ʼ     | tʼ       |                  |                  |                | ʈʼ        | cʼ      | kʼ    | qʼ     |
| Ejektive                   | Ejektive Frikative         | ɸʼ       | fʼ            | θʼ     | sʼ       | ɬʼ               | ɕʼ               | ʃʼ             | ʂʼ        | çʼ      | xʼ    | χʼ     |
| Ejektive                   | Ejektive Affrikaten        |          |               | t͡θʼ    | t͡sʼ      | t͡ɬʼ              | t͡ɕʼ              | t͡ʃʼ            | ʈ͡ʂʼ       | c͡çʼ     | k͡xʼ   | q͡χʼ    |